# Chiesa di San Pietro (Montebuoni)

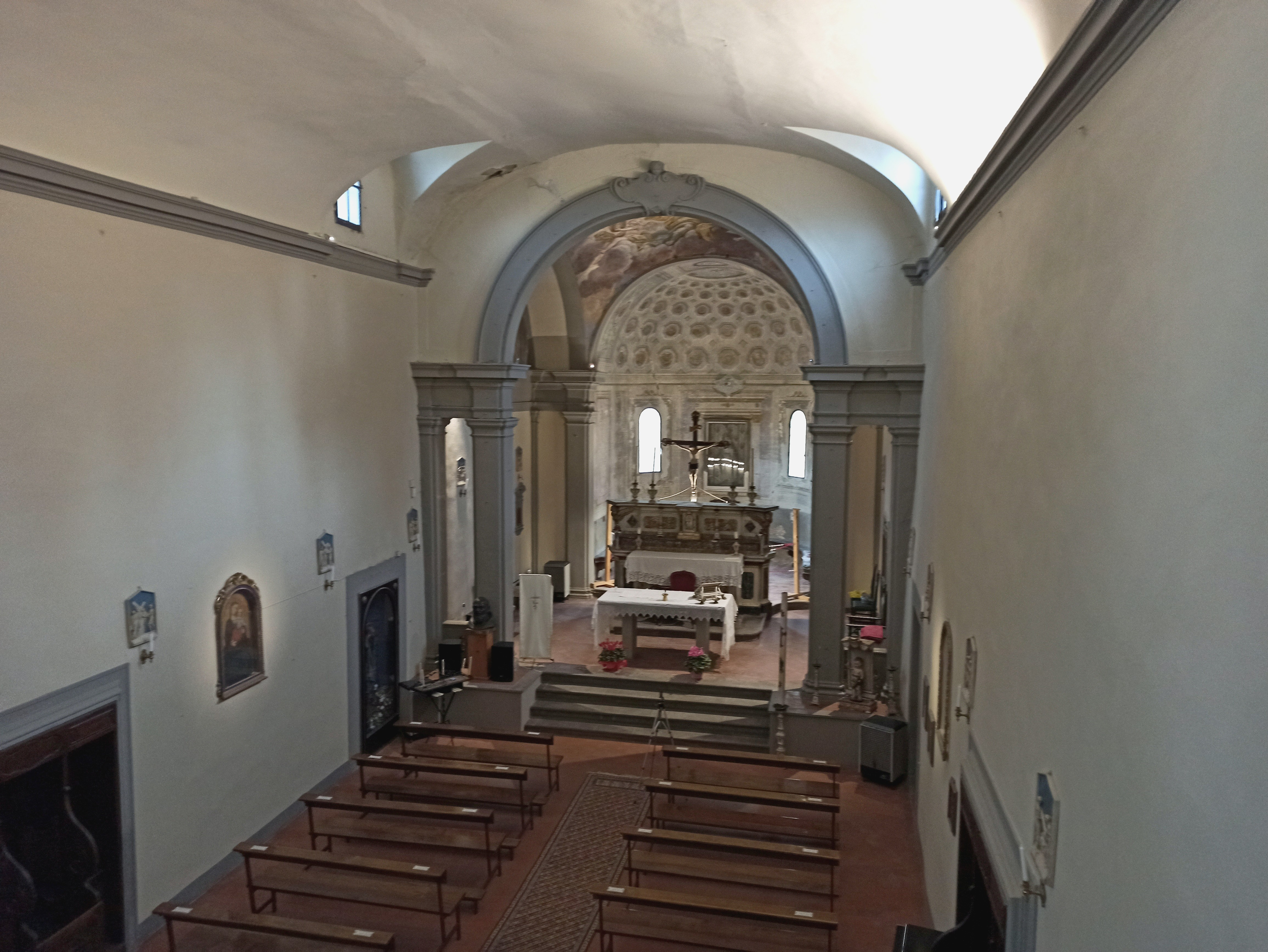
Interno della chiesa

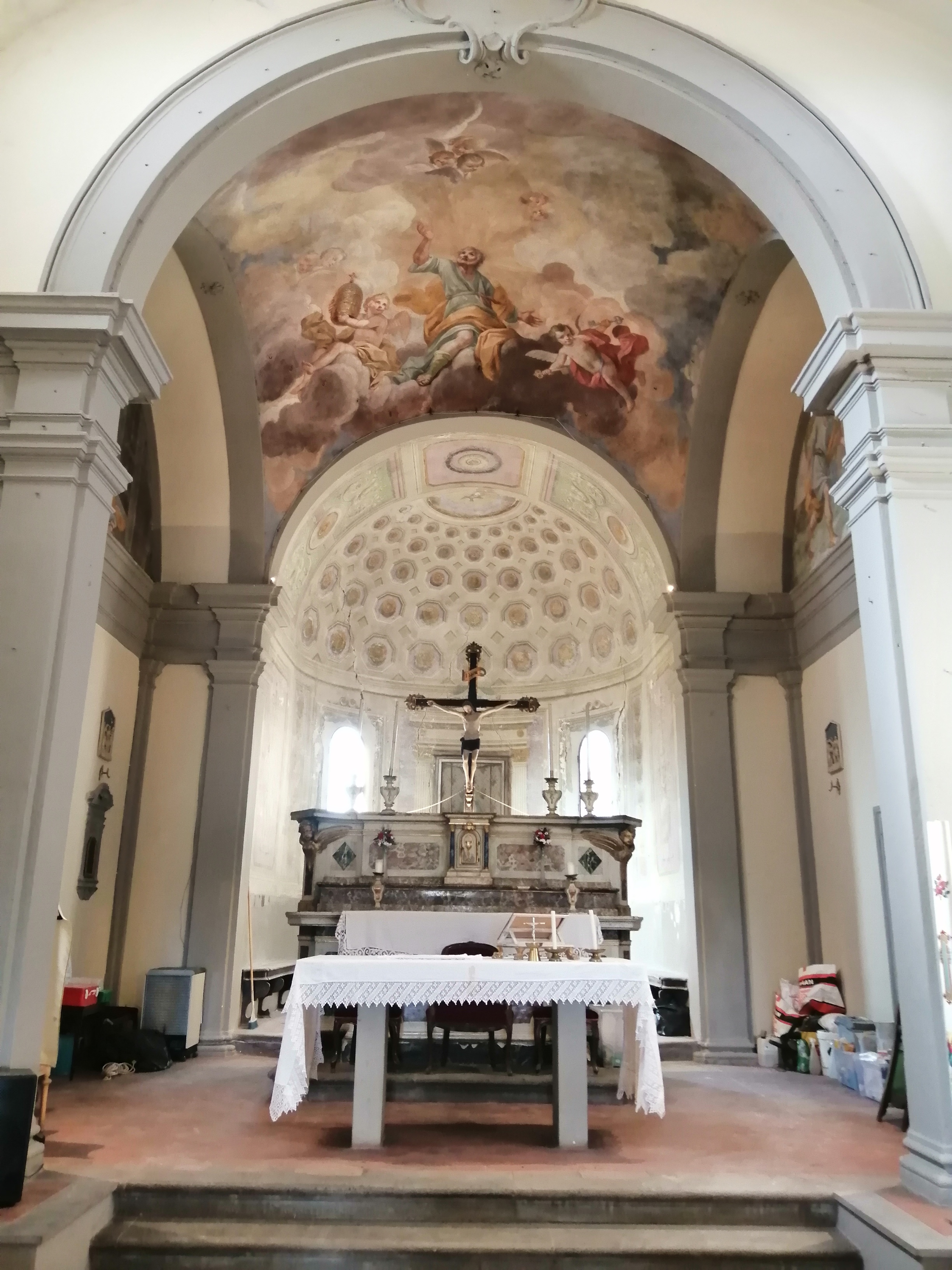
Presbiterio - San Pietro in gloria (Giacinto Fabbroni)

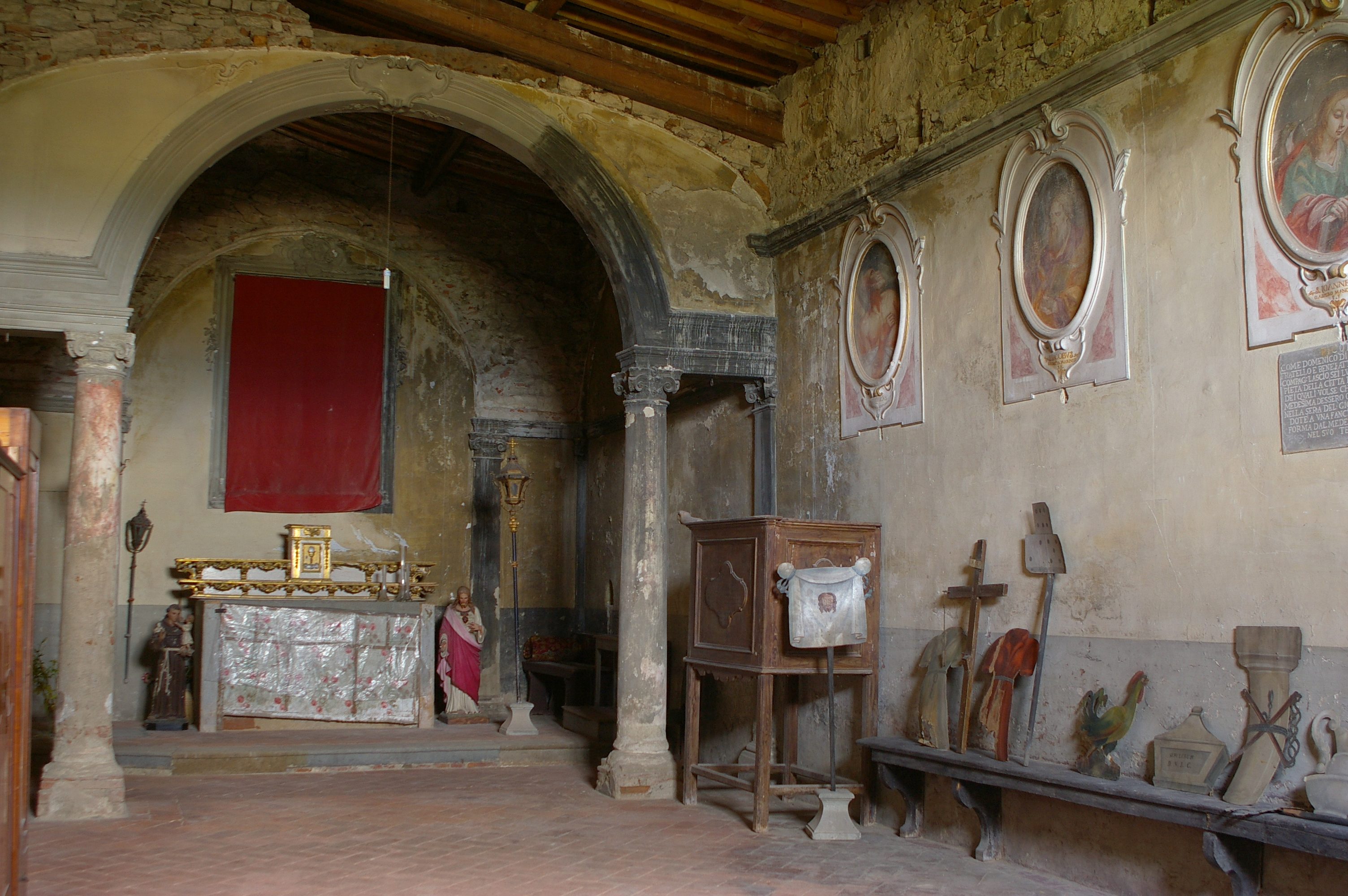
Oratorio della Compagnia della Santissima Trinità

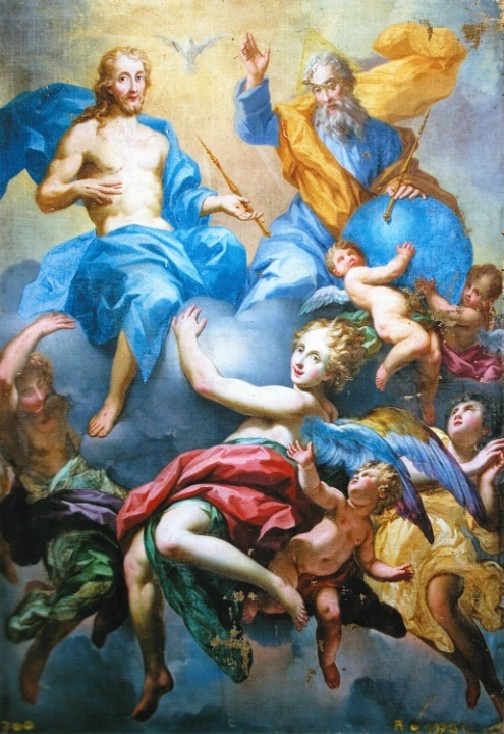
Santissima Trinità (Pier Dandini)

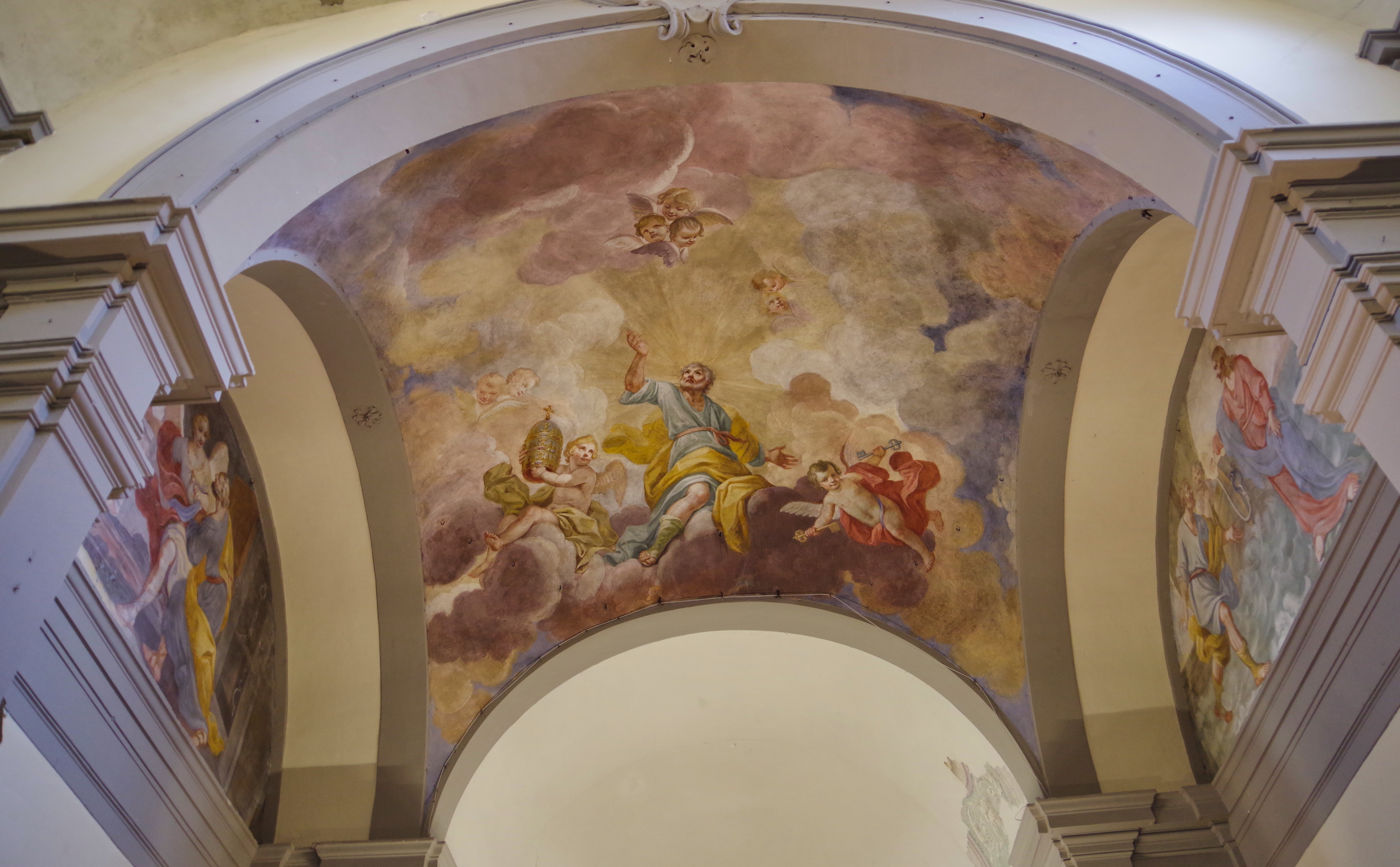
Giacinto Fabbroni - San Pietro in gloria

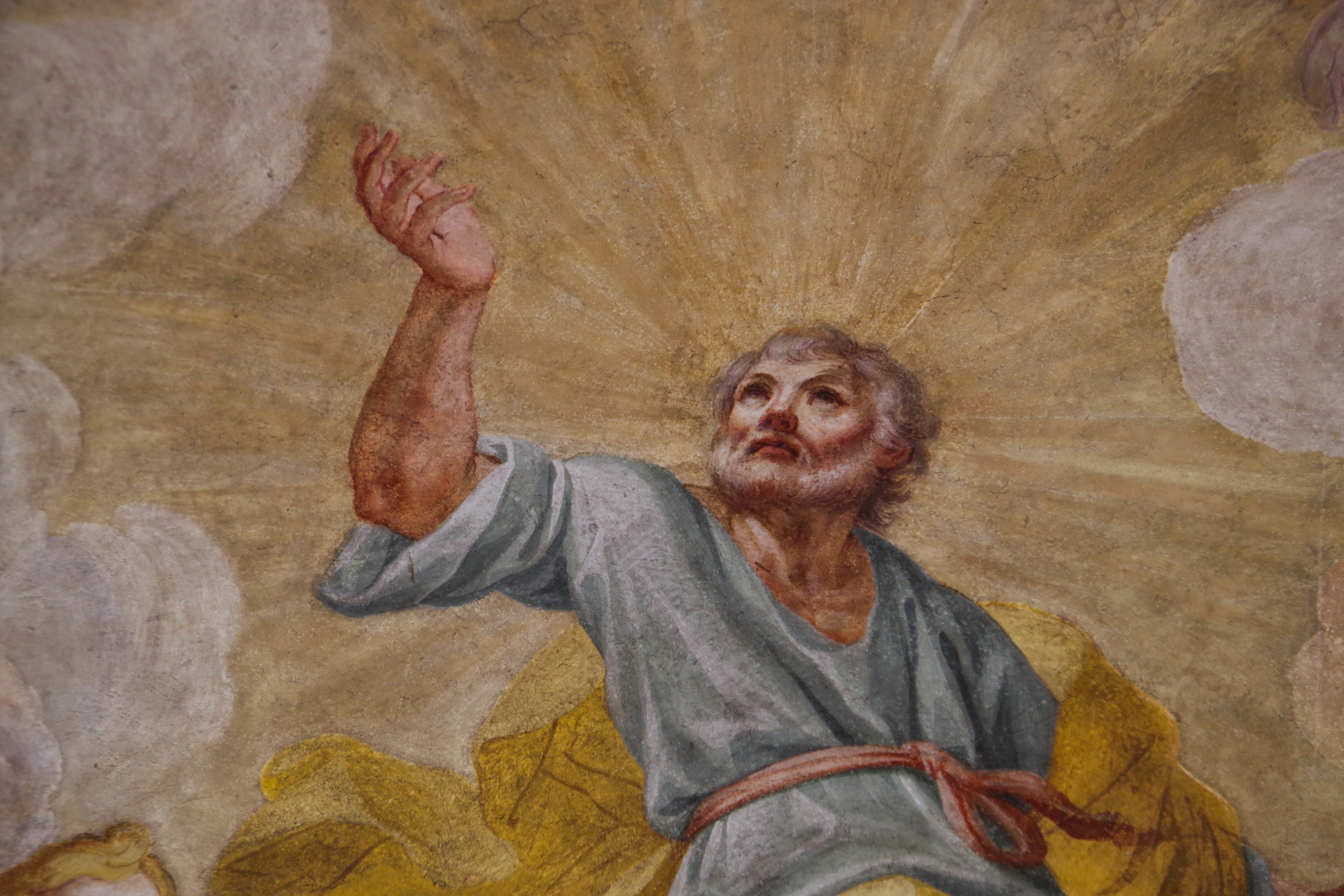
Giacinto Fabbroni - San Pietro in gloria (particolare)

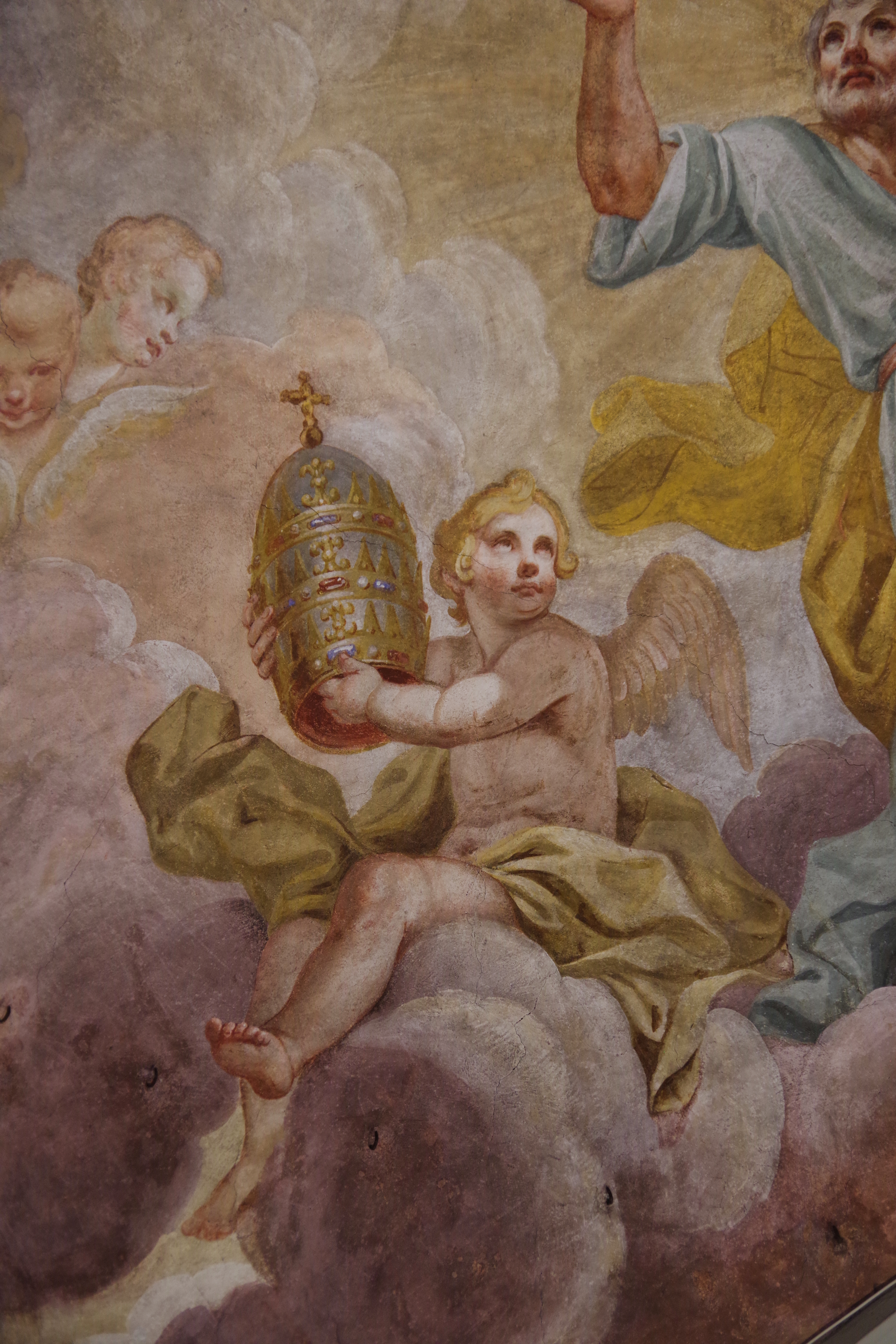
Giacinto Fabbroni - San Pietro in gloria (particolare)

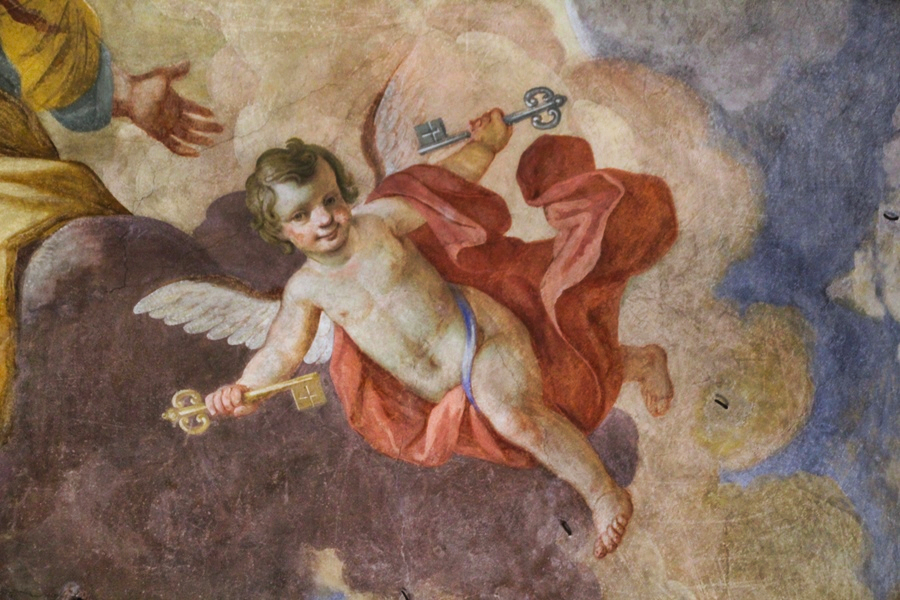
Giacinto Fabbroni - San Pietro in gloria (particolare della lunetta)

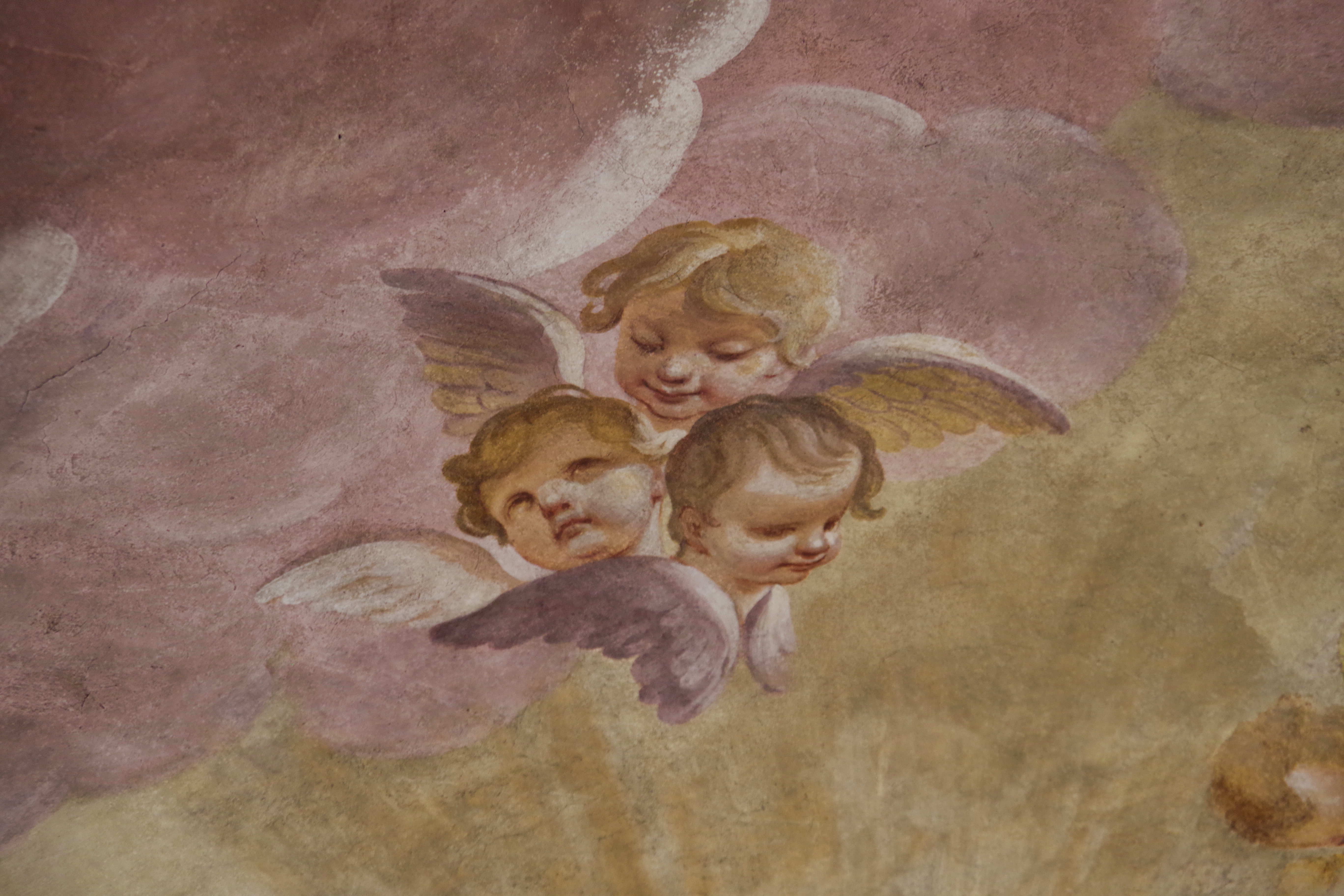
Giacinto Fabbroni - San Pietro in gloria (particolare)

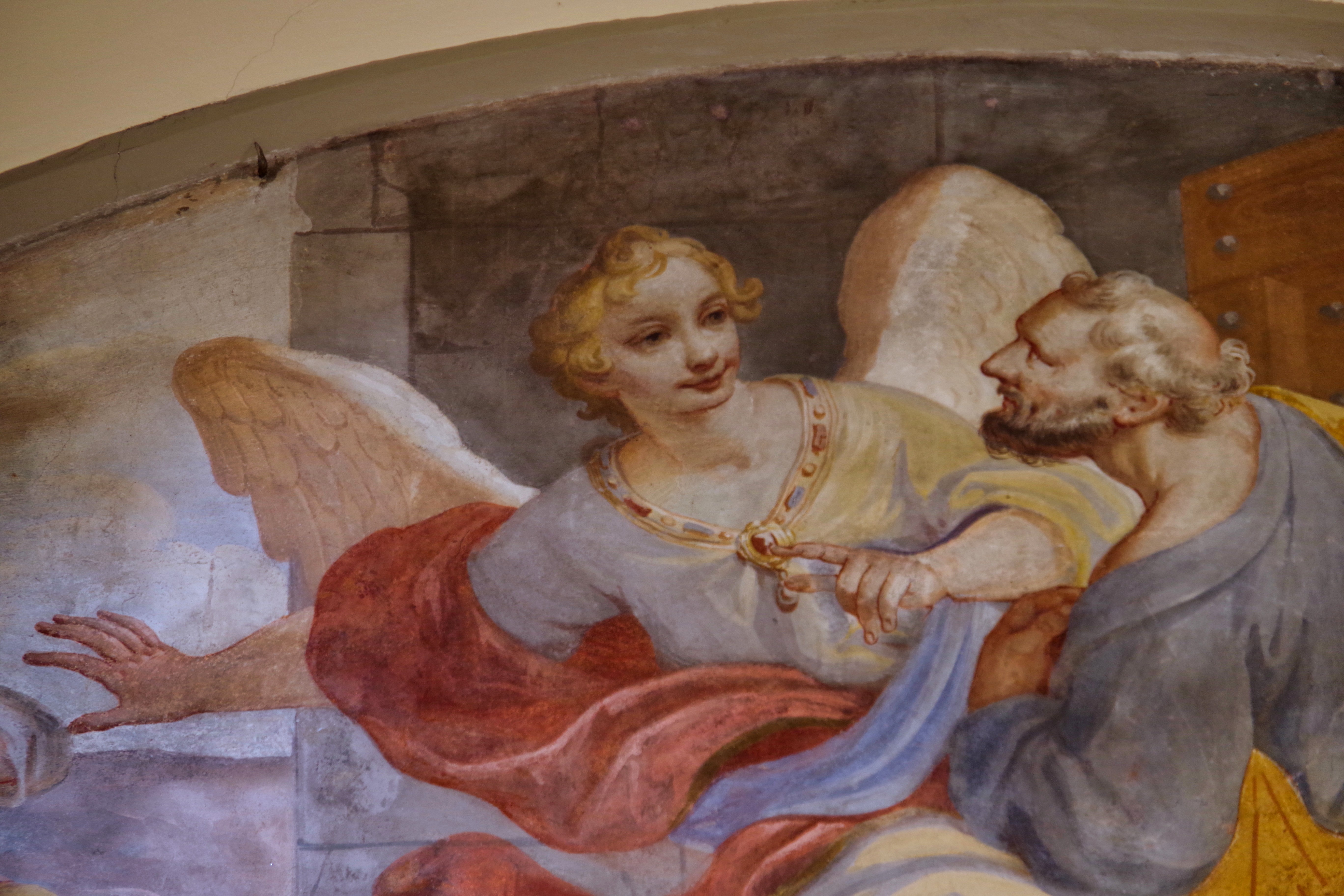
Giacinto Fabbroni - San Pietro in gloria (particolare della lunetta)

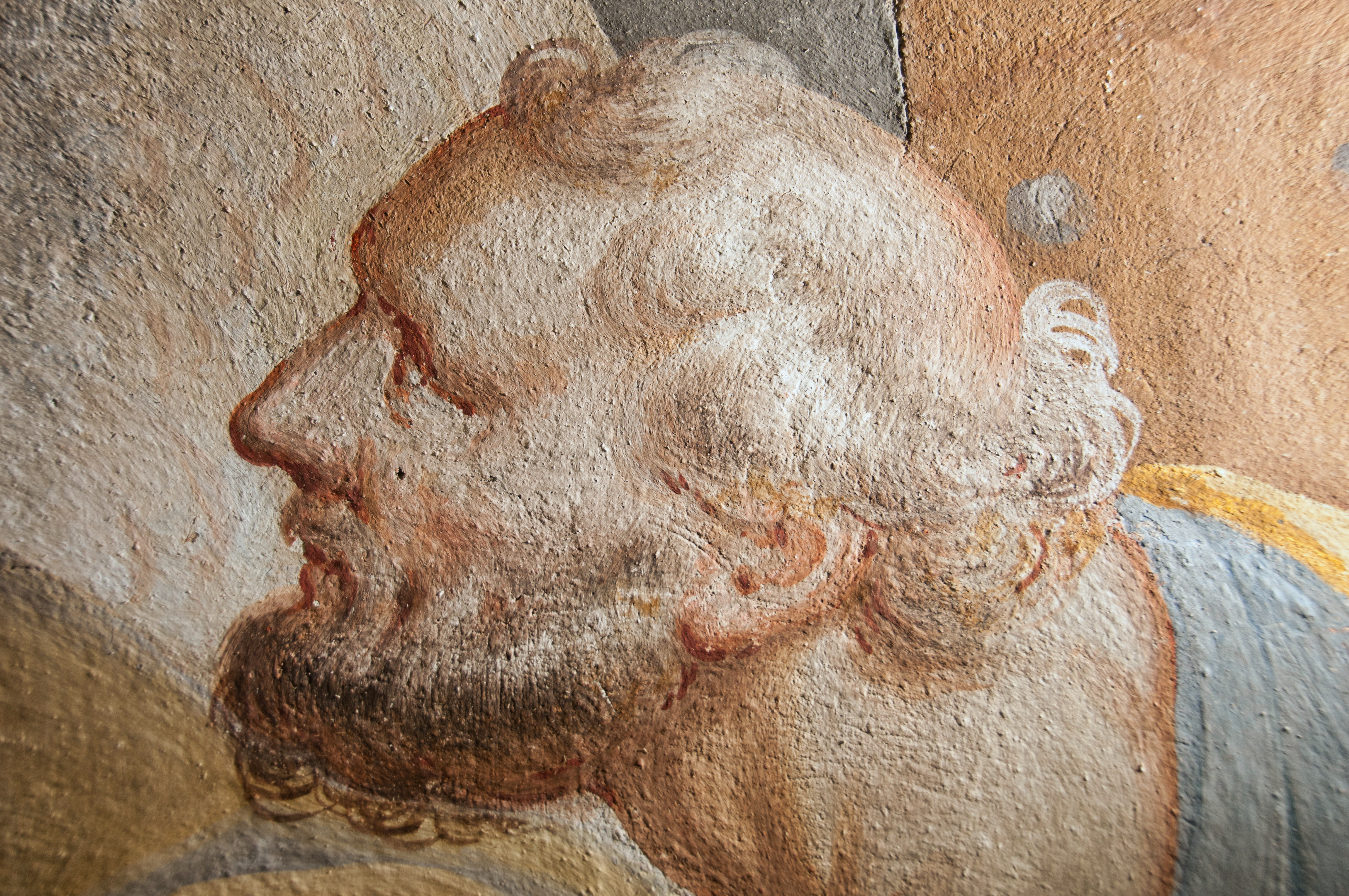
Giacinto Fabbroni - San Pietro in gloria (particolare)

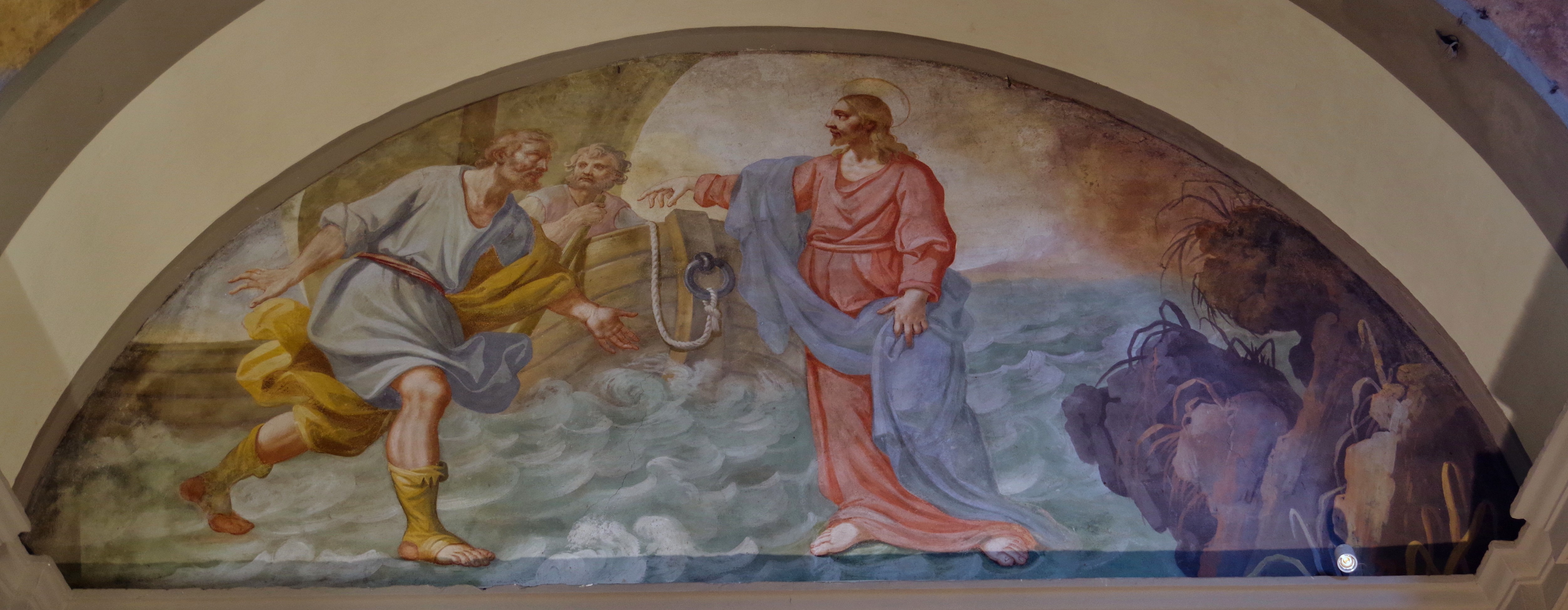
Giacinto Fabbroni - San Pietro in gloria (lunetta)

La chiesa di San Pietro a Montebuoni è situata nel comune di Impruneta, in provincia di Firenze, diocesi della medesima città e afferisce alla parrocchia del Sacro Cuore di Gesù di Tavarnuzze.

## Storia
È menzionata come Ecclesiam Sancti Petri de Muliermala per la prima volta nel 1156 in una bolla di Papa Adriano IV in cui si confermava su di essa la giurisdizione della Pieve di Santa Maria all'Impruneta concessa dal  Papa Niccolò II  (981-1061) allorché era ancora vescovo di Firenze: la sua esistenza è pertanto documentata almeno dal 1061. Sorge sul poggio di Montebuoni al cui culmine (nella località oggi chiamata Vallombrosina) sorgeva lo scomparso castello di Montebuoni, posseduto dai Buondelmonti, conquistato e distrutto dai Fiorentini nel 1135 perché di ostacolo ai loro commerci e alla loro espansione territoriale; i Buondelmonti non solo ne furono patroni e la dotarono di rendite, ma vi ebbero diversi rettori tra cui don Filippo al tempo del quale, nel 1518, ricevette l’ambito titolo di prioria; la chiesa fu inoltre eletta a sede battesimale nel 1707. Eretta con un’unica navata in stile romanico, dopo un primo ampliamento nel XIV secolo fu poi radicalmente rinnovata tra la fine del XVII e l’inizio del XVIII secolo per assumere le forme in cui si presenta oggi. Risalgono a questo intervento gli affreschi della navata (non più presenti), quelli del presbiterio e le decorazioni dell’abside.
Nella seconda metà del XX secolo la chiesa ha subito al suo interno non poche manomissioni, tuttavia resta una delle emergenze storico-artistiche più significative del territorio comunale di Impruneta.

## Descrizione
L’aula, ad una sola navata, è coperta da una finta volta a botte ed è caratterizzata da un imponente arco a serliana che introduce al presbiterio rialzato, dove s’impone un altare settecentesco a finto marmo. Nella volta del presbiterio e nelle due lunette laterali sono raffigurati rispettivamente San Pietro in gloria tra gli angeli e due episodi della sua vita: la Chiamata presso il lago di Genesaret  e la Liberazione dal carcere. Tali pitture, restaurate nel 2018, sono state attribuite dal prof. Sandro Bellesi (Accademia di Belle Arti di Firenze) al pittore pratese Giacinto Fabbroni. Sono attualmente in fase di restauro le pitture dell’abside in origine quasi totalmente ricoperte da uno strato di scialbo bianco ed è già stato riportata alla luce una pregevole decorazione a motivi finto architettonici di epoca settecentesca. Lungo le pareti della navata figurano una tavola a fondo oro di Lorenzo di Bicci raffigurante la Madonna col Bambino, un reliquiario di San Pietro in legno dorato e argentato di epoca barocca e un crocifisso processionale di probabile fattura quattro-cinquecentesca.
All’inizio della parete di sinistra un piccolo battistero, costruito all’inizio del XVIII secolo, accoglie un fonte battesimale in pietra serena e un dipinto settecentesco raffigurante il Battesimo di Gesù, mentre in controfacciata, nella cantoria sopra il portale d’ingresso, trova posto un organo fabbricato nella seconda metà dell’Ottocento dal costruttore casentinese Giuseppe Chisci, in sostituzione di uno settecentesco ormai deteriorato.
Adiacente alla chiesa, sul lato destro guardando la facciata, si trova un oratorio dove si riuniva la Compagnia della Santissima Trinità, una di quelle confraternite laiche che associavano alla preghiera la pratica delle opere di misericordia, tra cui assistere spiritualmente e materialmente i bisognosi e accompagnare i defunti alla sepoltura. Pur di origine assai più antica, oggi l’oratorio si presenta in forme settecentesche, con le pareti dell’aula ornate dalle immagini dei dodici Apostoli dipinte all’interno di medaglioni in stucco bianco e oro e con il presbiterio introdotto, a somiglianza della contigua chiesa, da una serliana con colonne a finto marmo rosa: qui, sulla parete dietro l’altare, si trovava una grande tela del XVIII secolo, raffigurante la Santissima Trinità, riferibile a Pier Dandini, temporaneamente collocata nella chiesa del Sacro Cuore di Gesù. Il vano sotto l’altare continua invece ad accogliere un Cristo Morto in cartapesta, documentato già all’inizio del XVIII secolo, che la sera del Venerdì Santo, al lume delle torce, veniva portato in processione dai membri della Compagnia insieme ai simboli della Passione. L’oratorio, il cui soffitto affrescato è crollato negli anni novanta del secolo scorso, pur versando in cattive condizioni è comunque ritenuto un esempio tra i più felici, in ambito locale, di architettura settecentesca.